# Donnersdorf
Donnersdorf é um município da Alemanha, situado no distrito de Schweinfurt, no estado da Baviera. Tem 26,97 km² de área, e sua população em 2019 foi estimada em 1.971 habitantes.